# Terskij rajon (Oblast' di Murmansk)
Il Terskij rajon (in russo Терский район?) è un rajon dell'Oblast' di Murmansk, nella Russia europea; il capoluogo è Umba. Istituito nel 1935, occupa una superficie di 19.300 chilometri quadrati.